# Anna Indermaur
Anna Indermaur (* 28. Januar 1894 in Rheineck; † 23. Oktober 1980 in Zürich) war eine Schweizer Malerin, Zeichnerin, Bildhauerin, Innendekorateurin und Kinopionierin.

## Leben und Werk
Anna Indermaur war ab 1934 Mitglied der Groupe Suisse Abstraction et Surréalisme und von 1933 bis 1935 Redaktorin des Dôme Journal.
In Zürich eröffnete Anna Indermaur 1935 das erste Kinostudio «Nord-Süd» der Schweiz, was auf grossen Widerstand der etablierten männlichen Kinobetreiber und Filmverleiher stiess. Anna Indermaur war mit Else Lasker-Schüler befreundet. Diese führte im Kinostudio Lesungen durch. Ab 1937 war Anna Indermaur Mitglied der Künstlergruppe Allianz.
Anna Indermaur schuf Tapeten- und Möbelentwürfe. So hat sie die Galerie von Paul Facchetti in Zürich eingerichtet. Anna Indermaur stellte ihre Werke in Einzel- und Gruppenausstellungen aus.